# Cotiujenii Mici
Cotiujenii Mici è un comune della Moldavia situato nel distretto di Sîngerei di 1.890 abitanti al censimento del 2004

## Località
Il comune è formato dall'insieme delle seguenti località (popolazione 2004):
- Cotiujenii Mici (1.137 abitanti)
- Alexeuca (597 abitanti)
- Gura-Oituz (156 abitanti)